# Gabriele Ferzetti
Gabriele Ferzetti, seudónimo artístico de Pasquale Ferzetti (Roma, 17 de marzo de 1925 - Ibídem, 2 de diciembre de 2015) fue un actor italiano.Con una prolífica carrera que abarcó más de 160 producciones en cine, televisión y teatro. Su trayectoria alcanzó su apogeo en las décadas de 1950 y 1960, consolidándose como uno de los actores más elegantes y versátiles de su generación. Participó en películas notables como La Biblia (1966), El portero de noche (1974) y Io sono l'amore (2009). 

## Biografía
Ferzetti estudió en la Academia de Arte Dramático de Roma, pero fue expulsado. Tuvo una hija, Anna Ferzetti, quien también se dedicó al mundo del espectáculo. Recibió diversos reconocimientos a lo largo de su carrera, incluido el Premio David de Donatello al mejor actor de reparto.

## Trayectoria
Se convirtió en actor a los veinte años cuando Luigi Chiarini lo dirigió por primera vez en Via delle Cinque Lune (1942). Más tarde, en la Cinecittà fascista, se hizo un hueco en papeles menores en películas como Bengasi (1942) de Augusto Genina, que le llevó a trabajar junto a actores como Fosco Giachetti , la bella Vivi Gioi y el sardo Amedeo Nazzari.
En teatro, Ferzetti trabajó en la obra, Como gustéis, en el Teatro Eliseo de Roma, lo que supuso un hito en el panorama cultural en la Italia de la época, pues reunió los nombres de William Shakespeare, Luchino Visconti y Salvador Dalí como autor de la escenografía y el vestuario de la pieza teatral.
Obtuvo su primer papel protagonista en Lo Zappatore (1950). Alcanzó fama internacional con su actuación en L'Avventura (1960) de Michelangelo Antonioni, donde interpretó a un playboy inquieto. También destacó por su papel en Hasta que llegó su hora (1968) de Sergio Leone, donde encarnó al barón ferroviario Morton, y como Marc Ange Draco en la película de James Bond On Her Majesty's Secret Service (1969).
Siempre muy activo en el cine francés, protagonizó junto a Yves Montand La Confesión (1970) de Costa Gavras. En 1974 participó en la escandalosa película El portero de noche, de Liliana Cavani, en el papel de Hans. Ampliamente internacional y con una buena filmografía a sus espaldas, lo vimos actuar en Nina (1976) de Vincente Minnelli y Twice a Woman (1978) de Elie Chouraqui, pero también en la película de culto Siete notas en negro (1977) de Lucio Fulci. Junto a Mario Merola en Zappatore (1980), protagonizó la grotesca Grog (1982), a la que siguió Caldo sospeso.
Falleció a los 90 años el 2 de diciembre de 2015.

## Filmografía
Filmografía en cine y televisión de Gabriele Ferzetti:

### Cine
- 1942, Via delle Cinque Lune
- 1942, Bengasi, non accreditato
- 1942, La contessa Castiglione
- 1948, I miserabili
- 1949, Rondini in volo
- 1949, Vespro siciliano
- 1949, Vertigine d'amore
- 1949, Fabiola
- 1949, Guglielmo Tell
- 1950,  I falsari
- 1950, Sigillo rosso
- 1950, Lo zappatore
- 1950,  Benvenuto reverendo!
- 1950, Barriera a Settentrione
- 1951, Core 'ngrato
- 1951,  Gli amanti di Ravello
- 1951, Il Cristo proibito
- 1952, Inganno
- 1955, Las amigas
- 1958, Nacida en marzo
- 1960, La aventura
- 1963, La Calda Vita
- 1965, Tres cuartos en Manhattan
- 1966, La Biblia
- 1968, Un diablo bajo la almohada
- 1968, Grazie zia (Gracias, tía)
- 1968, Escalation
- 1968, Érase una vez en el Oeste
- 1969, Las Vegas 1970
- 1969, Un bellísimo noviembre
- 1969, Al servicio secreto de su Majestad
- 1973, Hitler: Los últimos diez días

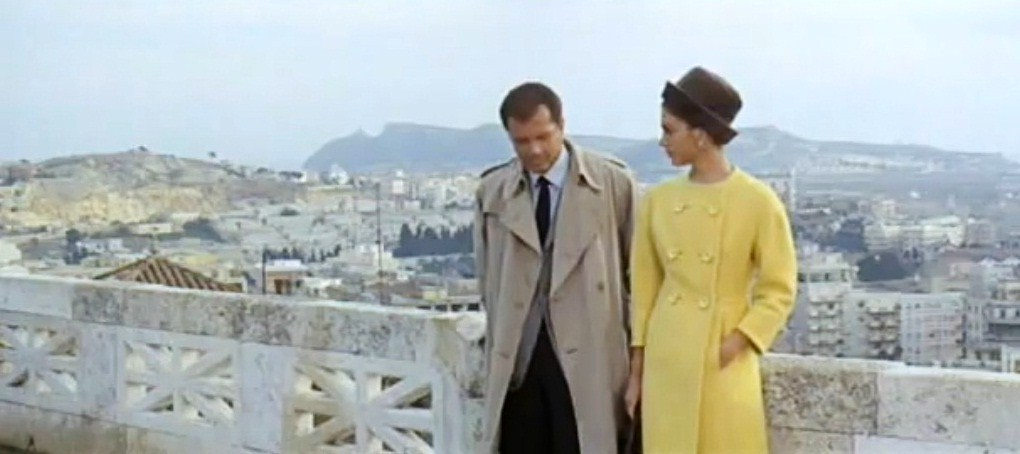
Catherine Spaak y Gabriele Ferzetti en 1963.

- 1974, El portero de noche
- 1977, Sette note in nero
- 1987, Giulia e Giulia
- 1988, Computron 22
- 1991, Caldo soffocante
- 1994, Il burattinaio
- 1995, Othello
- 1997, Porzûs
- 1997, Con rabbia e con amore
- 2003, L'avvocato De Gregorio
- 2003, Perduto amor
- 2005, Concorso di colpa
- 2009, Yo soy el amor
- 2010, Diciotto anni dopo

### Televisión
- 1966, I Spy serie de televisión

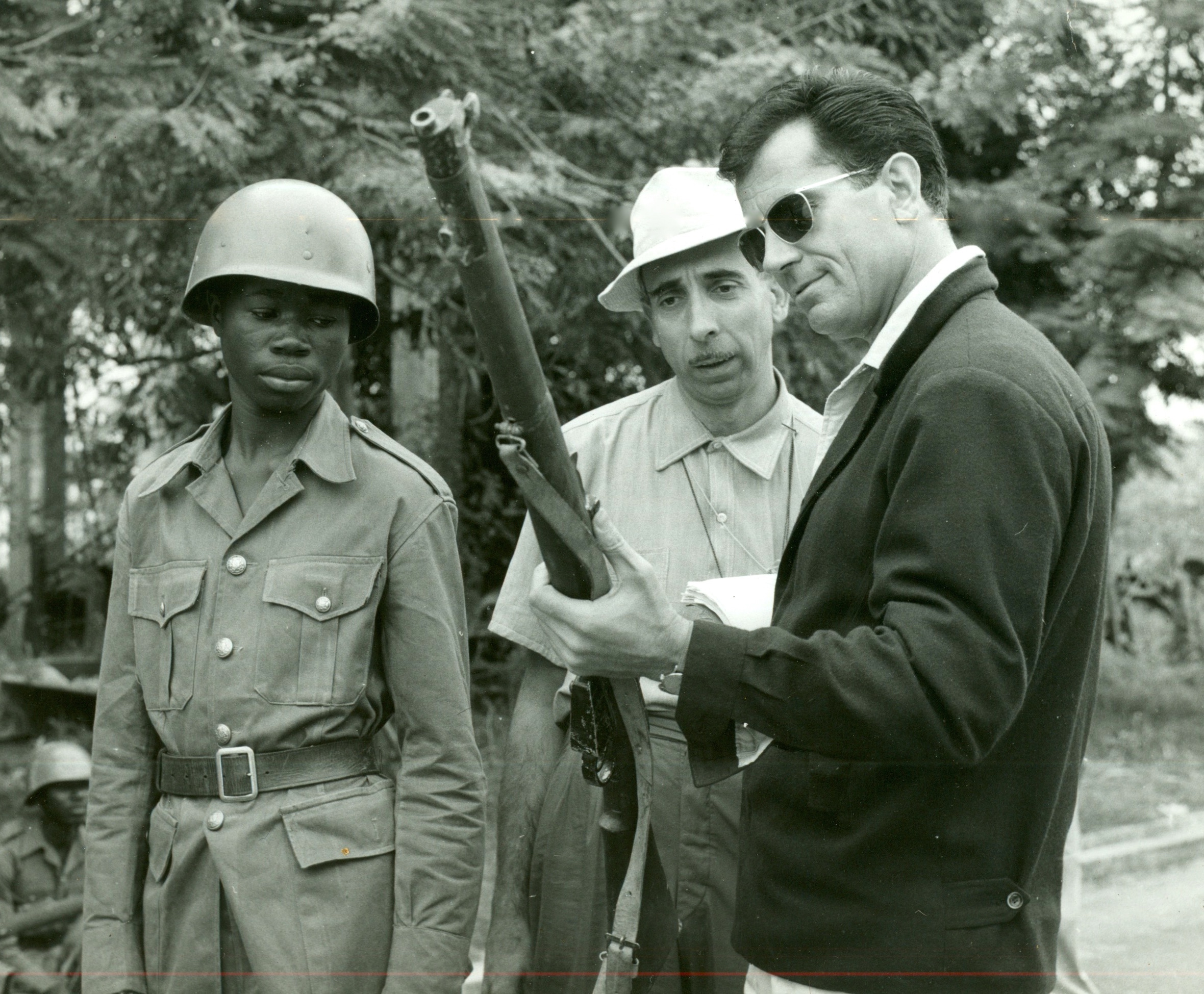
Giuseppe Aquari y Gabriele Ferzetti en 1963.

- 1967, Dossier Mata Hari, regia di Mario Landi
- 1973, Divorzia lui divorzia
- 1975, Un uomo curioso
- 1978, A torto e a ragione
- 1979, I vecchi e i giovani
- 1982 Quasi quasi mi sposo
- 1983 Púrpura y negro
- 1983 Delitto e castigo
- 1983 Le ambizioni sbagliate
- 1985 Quo vadis?
- 1986 Follia amore mio
- 1987 La voglia di vincere
- 1988 Due fratelli
- 1988 Gli angeli del potere
- 1989 La vuelta al mundo en 80 días
- 1990 Departamento de Emergencias
- 1990 Una fredda mattina di maggio
- 1990 Voyage of Terror: The Achille Lauro Affair
- 1991 Nero come il cuore
- 1992 Die Ringe des Saturn
- 1992 Il coraggio di Anna
- 1993, Delitos privados
- 1994, Natale con papà
- 1997, Un prete tra noi
- 1998, Il cielo sotto il deserto
- 2002, Le ragazze di Miss Italia
- 2005, Callas e Onassis
- 2006, Juan Pablo I, la sonrisa de Dios
- 1992-2007, Une famille formidable serie de televisión